# Arcte immodesta
Arcte immodesta là một loài bướm đêm trong họ Noctuidae.